# Брежу-да-Мадри-ди-Деус
Брежу-да-Мадри-ди-Деус (порт. Brejo da Madre de Deus) — муниципалитет в Бразилии, входит в штат Пернамбуку. Составная часть мезорегиона Сельскохозяйственный район штата Пернамбуку. Находится в составе крупной городской агломерации . Входит в экономико-статистический микрорегион Вали-ду-Ипожука. Население составляет 38 109 человек на 2000 год. Занимает площадь 762,088 км².

## История
Город основан в 1893 году.

## Статистика
- Валовой внутренний продукт на 2002 год составляет 90 217 реалов (данные: Бразильский институт географии и статистики).
- Индекс развития человеческого потенциала на 2000 год составляет 0,579 (данные: Программа развития ООН).

## География
Климат местности: полупустыня.